# Шевченко Іван Іванович (історик)
Іва́н Іва́нович Шевче́нко (* 18 березня 1903, Боровиця — 24 серпня 1974) — український партійний діяч й історик Комуністичної партії. Доктор історичних наук, професор.

## Біографія
Народився 18 березня 1903 року в селі Боровиці (нині Чигиринського району Черкаської області). У 1921 році навчався на 6-місячних учительських курсах в Чигирині, після закінчення яких працював у трудовій школі. Впродовж 1923–1926 років навчався на Вищих педагогічних курсах, після чого служив у Червоній армії. З грудня 1927 року до вересня 1928 року працював учителем у трудовій школі. Член ВКП(б) з 1928 року. Згодом викладав історію ВКП(б), марксизм-ленінізм, діалектичний та історичний матеріалізм у Златопільському зоотехнікумі, одночасно перебував на партійній роботі в Златополі та Переяславі, а також продовжував навчання на партійних курсах при ЦК КП(б). У 1932–1935 роках навчався в Черкаському педагогічному інституті.
У 1939–1941 роках працював викладачем основ марксизму-ленінізму в Київському стоматологічному інституті. У 1941–1942 роках служив в лавах Червоної армії. З жовтня 1943 року працював у Київському державному університеті імені Т. Г. Шевченка. До 1944 року очолював кафедру марксизму-ленінізму. У 1947 році захистив кандидатську дисертацію. З 1948 року очолив кафедру марксизму-ленінізму. У 1960 році захистив докторську дисертацію. З 1962 року і до кінця життя — професор кафедри історії КПРС Київського університету.
Помер 24 серпня 1974 року. Похований у Києві на Байковому цвинтарі.

## Наукова діяльність
Написав і опублікував наукові праці, в тому числі три монографії, брошури, статті. Серед них:
- «Із історії соціал-демократичних організацій на Україні» (1956);
- «Коммунистическая партия Украини в борьбе за укрепление союза рабочих и крестьян. 1919—1920 гг.» (1968).

Підготував 43 кандидати та 10 докторів історичних наук.